# فك ارتباط القوى العظمى
فك ارتباط القوى العظمى هو أحد خيارات السياسة الخارجية حيث تقلل أقوى الدول، القوى العظمى، من تدخلاتها في منطقة ما. فك الارتباط هذا يمكن أن يكون متعدد الأطراف بين قوى عظمى أو قوى أصغر، أو ثنائي بين قوتين عظميين، أو أحادي الجانب. يمكن أن يعني نهاية للتدخلات المباشرة أو غير المباشرة. على سبيل المثال، قد يعني فك الارتباط أن القوى العظمى تزيل دعمها للوكلاء في الحروب بالوكالة من أجل نزع تصعيد صراع القوى العظمى وإعادته إلى مشكلة محلية قائمة على النزاعات المحلية. يمكن لفك الارتباط أن يخلق حواجز بين القوى العظمى التي قد تمنع الصراعات أو تقلل من حدة الصراعات.
يشير المصطلح عادة إلى مقترحات سياسية مختلفة خلال الحرب الباردة التي حاولت نزع فتيل التوترات بين الاتحاد السوفيتي والولايات المتحدة، ويرجع ذلك إلى حد كبير إلى خطر تصعيد أي صراع بين القوى العظمى إلى حرب نووية. تشمل الأمثلة على فك الارتباط أحادي الجانب عندما قرر جوزيف ستالين إنهاء الدعم السوفيتي للمقاتلين الشيوعيين في اليونان خلال الحرب الأهلية اليونانية، وعندما سحب ريتشارد نيكسون القوات الأمريكية من فيتنام في أوائل السبعينيات.
كان المرشحون الأكثر أهمية لفك الاشتباك هو المواجهة المباشرة بين القوات السوفيتية والأمريكية كما حدث في ألمانيا والنمسا. معاهدة الدولة النمساوية هي مثال على فك الارتباط الرسمي متعدد الأطراف للقوى العظمى والذي ترك النمسا على الحياد طوال فترة الحرب الباردة، مع بقاء النمسا خارج حلف وارسو وحلف شمال الأطلسي والجماعة الاقتصادية الأوروبية. ربما تكون مذكرة ستالين لعام 1952 هي الاقتراح الأكثر إثارة للجدل لفك ارتباط القوى العظمى بألمانيا.